# Ḩānākh
Ḩānākh (persiska: چَناق, حاناخ, Chanāq) är en ort i Iran.   Den ligger i provinsen Östazarbaijan, i den nordvästra delen av landet, 500 km nordväst om huvudstaden Teheran. Ḩānākh ligger 838 meter över havet och antalet invånare är 108.
Terrängen runt Ḩānākh är kuperad.Runt Ḩānākh är det ganska glesbefolkat, med 31 invånare per kvadratkilometer. Närmaste större samhälle är Abīsh Aḩmad, 7,1 km väster om Ḩānākh. Trakten runt Ḩānākh består till största delen av jordbruksmark.